# نهائي كأس رابطة الأندية الإنجليزية المحترفة 1965
نهائي كأس رابطة الأندية الإنجليزية المحترفة 1965 هي المباراة النهائية من منافسة كأس رابطة الأندية الإنجليزية المحترفة 1964–65، أقيمت المباراة في 1965، بين فريقي تشيلسي، وليستر سيتي، وفاز فيها تشيلسي، بعد أن هزم ليستر سيتي، بنتيجة 3 - 2.

## تفاصيل المباراة
لعبت المباراة النهائية في 1965.
| تشيلسي | 3 -2 | ليستر سيتي |
| ------ | ---- | ---------- |
|        |      |            |

## وصلات خارجية
- League Cup 1965 at The English Football Archive
- First leg facts at soccerbase.com
- Second leg facts at soccerbase.com
- Final line-ups at Football Focus